# 364 Isara
364 Isara eller A893 FE är en asteroid i huvudbältet, som upptäcktes 19 mars 1893 av den franske astronomen Auguste Charlois. Den har fått sitt namn efter Isère floden i Frankrike.
Asteroiden har en diameter på ungefär 25 kilometer och den tillhör asteroidgruppen Flora.